# Filmfestival van Gent 2011
Het Internationaal filmfestival van Vlaanderen – Gent 2011 was het 38ste internationaal filmfestival dat plaatsvond in het Oost-Vlaamse Gent van 11 tot 22 oktober 2011. Het festival ging door in Kinepolis Gent, Studio Skoop, Sphinx-cinema, het Kunstencentrum Vooruit en de KASK Cinema en omvatte behalve films en kortfilms ook lezingen, concerten en andere muzikale uitvoeringen.
De openingsfilm van het filmfestival op 11 oktober was Tinker Tailor Soldier Spy van Tomas Alfredson en het festival werd op 22 oktober afgesloten met The Rum Diary van Bruce Robinson..
Tijdens het festival vond er ook een expositie plaats over Ingmar Bergman: "Over Waarheid & Leugen" in het Provinciaal cultuurcentrum Caermersklooster.

## Competitie

### Jury
De internationale jury bestond uit:
- Erik Poppe, filmregisseur en fotograaf ( Noorwegen)
- Jessica Woodworth, filmregisseuse ( Verenigde Staten)
- Nathan Larson, componist ( Verenigde Staten)
- Marion Döring, regisseur en producer ( Duitsland)
- Eran Riklis, regisseur ( Israël)

### Deelnemers
Volgende films deden mee aan de competitie:
| Film                        | Regisseur                           | Land                         | Prijs                                                      |
| --------------------------- | ----------------------------------- | ---------------------------- | ---------------------------------------------------------- |
| Beyond                      | Pernilla August                     | Zweden- Finland              |                                                            |
| Blue Bird                   | Gust Van den Berghe                 | België                       | Speciale vermelding                                        |
| Cigan                       | Martin Šulík                        | Tsjechië                     |                                                            |
| Elena                       | Andrej Zvjagintsev                  | Rusland                      | Grand Prix for Best Film                                   |
| Frit Fald Rebounce          | Heidi Maria Faisst                  | Denemarken                   |                                                            |
| The Future                  | Miranda July                        | Duitsland- Verenigde Staten  |                                                            |
| L'Hiver dernier             | John Shank                          | België                       |                                                            |
| The Invader                 | Nicolas Provost                     | België                       | Georges Delerue Prijs voor de Beste Muziek en Sound Design |
| Martha Marcy May Marlene    | Sean Durkin                         | Verenigde Staten             |                                                            |
| The Mountain                | Ole Giæver                          | Noorwegen                    |                                                            |
| Poulet aux prunes           | Marjane Satrapi & Vincent Paronnaud | Frankrijk- Duitsland- België |                                                            |
| We Need to Talk About Kevin | Lynne Ramsay                        | Verenigd Koninkrijk          | Canvas Publieksprijs                                       |
| Wu Xia                      | Peter Ho-Sun Chan                   | Hongkong                     |                                                            |

## Prijzen
- Grote Prijs voor Beste Film: Elena van Andrej Zvjagintsev ( Rusland)[1]
- Georges Delerue Prijs voor de Beste Muziek en Sound Design: voor Sacha Galperine & Evgueni Galperine en Senjan Jansen (The Invader  België)
- Speciale vermelding: Blue Bird van Gust Van den Berghe ( België)
- Prijs voor Beste Europese Kortfilm: Demain ça sera bien van Pauline Gay ( Frankrijk)
- Nationale Loterij Prijs voor Beste Belgische Studentenkortfilm: Broeders van Adil El Arbi & Bilall Fallah ( België)
- Port of Ghent Publieksprijs: Senna van Asif Kapadia ( Verenigd Koninkrijk)
- Canvas Publieksprijs: We Need tTo Talk About Kevin van Lynne Ramsay ( Verenigd Koninkrijk)
- Joseph Plateau Honorary Award
  - Norman Jemison